# Ghévont Méloyan
Ghévont Méloyan (aussi connu sous la forme Léon G. Méloyian, arménien : Ղեւոնդ Մելոյեան), né le 16 avril 1883 à Van et mort le 19 décembre 1967 à Créteil, est un écrivain et dramaturge arménien. Par l'évocation de sujets alors tabous comme l'inceste et l'homosexualité, il est considéré comme un « précurseur » (Meguerditch Barsamian) de la littérature arménienne.

## Biographie

### Débuts dans l'Empire ottoman
Ghévont Méloyan naît en 1883 à Van. Il y fait ses études primaires puis poursuit au Séminaire théologique Gevorkian.
À partir de 1908, il a des responsabilités importantes au sein de la Fédération révolutionnaire arménienne (qu'il a sûrement rejointe plusieurs années auparavant), ce qui lui vaut d'être arrêté et emprisonné en 1908-1909. À sa libération début 1909, il fait ses études à Constantinople puis en Suisse.
Dans la capitale ottomane, il publie La Mère, qui traite d'un inceste entre une mère et son fils et qui donc provoque le scandale du fait de son « contenu explosif ». L'ouvrage débute par le récit de la découverte d'un vieux manuscrit par un moine au monastère Sainte-Croix d'Aghtamar, moine qui explique rapidement qu'il est des choses qui sont « très difficiles à révéler aux autres ». Puis le récit poursuit par le contenu du manuscrit, qui raconte l'histoire de Shahen, jeune garçon issu d'une relation illégitime et abandonné auprès des moines du monastère ; sa mère finit par le retrouver mais ne lui avoue pas le lien qui les unit, et Shahen tombe amoureux de cette femme mystérieuse. Après l'acte incestueux, il meurt d'une maladie tandis que sa mère se jette dans le Lac de Van.
Il écrit pour la presse arménienne de Tiflis puis celle de Constantinople, notamment Aztag et Azadamard.

### Exil en Suisse
Après la Première Guerre mondiale, Ghévont Méloyan s'installe en Suisse et y écrit des pièces de théâtre en français. C'est là qu'il écrit sa pièce Arménouche (1920), qui reçoit le premier prix du concours de la Société des amis de l'instruction à Genève. L'intrigue de cette pièce, qui a pour cadre l'Allemagne de la fin de la guerre, se déroule au sein d'une maison de passe dont la propriétaire, Mme Wolf, a fait venir d'Orient une jeune arménienne, Arménouche, pour ses clients. Devenue folle après l'assassinat de son enfant par des soldats turcs pendant le génocide arménien, elle est rachetée à Mme Wolf par Mme Müller ; en effet, Arménouche a connu le fils de cette dernière, Oskar, en service en Turquie. Dans cette pièce, Ghévont Méloyan, tout en évoquant les massacres dans un cadre scandaleux, dénonce l'impérialisme allemand, et fait d'Arménouche l'allégorie des victimes arméniennes en général : le suicide d'Oskar à la fin de la pièce traduit, selon Krikor Beledian, « l'impossibilité de survivre à une expérience génocidaire ».
En 1922, il publie aussi C'est ainsi qu'on fait et La Sphinge.

### Installation en France
Ghévont Méloyan s'installe en France dans les années 1920 et devient décorateur, même s'il continue à écrire pour la presse arménienne, cette fois-ci occidentale : Hayrénik, Haratch, Zvartnots, Guiank yev Arvesd, etc.. En 1926, il fait jouer Le Mensonge, drame en cinq actes non publié.
En 1931, il publie Les Trois Amis, qui commence lui aussi par le récit de la découverte d'un vieux manuscrit anonyme (d'où le sous-titre de l'ouvrage Souvenirs d'un anonyme), cette fois chez un vieux berger des Alpes. Ce manuscrit raconte la vie d'un homme, de son mariage malheureux avec une femme infidèle, et de son amitié avec deux autres hommes, Garo et Archavir, dont on ne sait d'ailleurs pas s'ils sont réels ou des projections de l'esprit du narrateur. Comme le note Krikor Beledian, « le noyau central de l'ouvrage est l'homosexualité [entre le narrateur et Garo] et le récit fonctionne comme le processus de son dévoilement ». Influencé par l’œuvre d'André Gide, cet ouvrage aborde de fait un thème peu traité par la littérature arménienne.
La même année, il est l'un des signataires du manifeste de la revue Menk, dont il est le membre le plus âgé.
Pendant la Seconde Guerre mondiale, Ghévont Méloyan fait paraître la pièce La Défense héroïque du Vaspourakan, drame en cinq actes, qui traite de la Défense de Van. Divisée en cinq parties, c'est une œuvre ambitieuse qui compte une quarantaine de personnages, aussi bien arméniens que turcs, de style héroïque mais difficilement jouable de par son ampleur.
Après guerre, il continue d'écrire dans des périodiques arméniens, dont Arevmoudk et Andastan,. En 1955, il publie Quand nous vivions, un ouvrage qui contient une partie autobiographique intitulée « Chez nous » : le « nous » évoque le peuple arménien martyr dans sa totalité tandis que le « je » employé au sein de la narration correspond à son expérience personnelle.
En 1960, il republie son premier ouvrage, La Mère, accompagné d'une pièce parue dans la presse, Le Retour du fils prodigue.
Il meurt en 1967, deux ans après avoir publié sa dernière œuvre, Diabolique, drame historique en trois actes fortement influencé par le cinéma hollywoodien qui raconte l'organisation du génocide, dont les personnages sont des membres du gouvernement turc mais aussi leurs conseillers allemands et même le Tsar de Russie.

## Œuvre

### En arménien
- (hy) Մայրը [« La Mère »], Constantinople, Impr. Sandjakdjian,‎ 1910, 96 p. (lire en ligne)
- (hy) Մարդիկ արածում են [« Les hommes paissent »], Constantinople, Impr. A. Shahen,‎ 1910 (1re éd. 1909), 23 p. (lire en ligne)
- (hy) Նկարներ [« Images »], Giresun,‎ 1912[17]
- (hy) Երեք ընկերները [« Les Trois Amis »], Paris, Impr. Hrant Samuel,‎ 1931, 153 p. (lire en ligne)
- (hy) Արմենուշ [« Arménouche »], Marseille, Impr. E. Armen,‎ 1936, 63 p.
- (hy) Վասպուրականի Հերոսամարտը [« La Défense héroïque du Vaspourakan »], Paris, Impr. Araxes,‎ 1940, peut-être 1944-1945, 315 p. (BNF 41126655)
- (hy) Ջրհորին առեղծուածը [« Le mystère du puits »], Paris, Impr. Barsamian,‎ 1955, 106 p. (BNF 42645359)
- (hy) Երբ կ'ապրէինք [« Quand nous vivions »], Paris,‎ 1955 (comprend Images)[18]
- (hy) Աստուածարեալ քաղաքի երկուորեակները (1.Մայրը, 2.Անառակ որդին) [« Les Jumeaux de la Cité de Dieu (comprend La Mère et L'Enfant prodigue) »], Paris, Impr. Barsamian,‎ 1960, 229 p. (lire en ligne)
- (hy) Սադայէլական [« Diabolique »] (drame historique en trois actes), Paris,‎ 1965, 240 p.[18]

### En français[18]
- La Sphinge (drame en quatre actes), Genève, Atar, 1920
- Arménouche (drame en cinq actes), Genève, Atar, 1920, représenté notamment le 20 novembre 1948 à la salle d'Iéna (Paris) d'après une mise en scène de Marc Arian[19]
- C'est ainsi qu'on fait (comédie en trois actes), Lausanne, Poetisch frères, 1922
- Salah, le Derviche de la mosquée verte (drame en cinq actes), Paris, éd. Pierre de Ronsard, 1948